# Paula Yacoubian
Paula Yacoubian (née Paulette Siragan Yaghobian (en arabe : بوليت سيراكان ياغوبيان ; en arménien : Փոլէթ Սիրական Եագուպեան le 4 avril 1976), est une femme politique libanaise d'origine arménienne. Elle a longtemps été journaliste et animatrice de télévision avant d'être élue députée en 2018, et 2022. Elle défend la mise en place d'un quota électoral de femmes et d'une loi électorale plus juste au Liban. Elle a été choisie par le groupe de la Banque mondiale en tant que membre du « Comité consultatif externe pour la diversité et l'inclusion » de cette institution, qui reconnaît l'expertise et l'impact transformationnel de cette personnalité féministe en faveur de l'autonomisation des femmes.
En 2018, elle se présente comme candidate issue de la société civile aux élections législatives libanaises de 2018, pour le siège arménien orthodoxe dans la circonscription de Beyrouth I. Elle gagne les élections du 6 mai 2018. Le 8 août 2020, elle démissionne et appelle à la formation d'un nouveau gouvernement après l'explosion au port de Beyrouth en 2020. Elle est de nouveau élue députée en 2022.

## Carrière de journaliste
P. Yacoubian a travaillé comme animatrice dans plusieurs chaînes de télévision internationales libanaises et panarabes.
Paula Yacoubian a commencé à travailler en juin 1995 au sein d'ICN (Independent Communications Network), une chaîne de télévision libanaise fondée par Henri Sfeir. Grâce aux encouragements de Sfeir, qui dirigeait également le journal Nida' al Watan, P. Yacoubian, s'est fait connaître dès l'âge de 19 ans, en présentant des journaux télévisés de la station.
Après la fermeture d'ICN, Yacoubian a rejoint LBCI via l'émission matinale de la station Naharakom Saeed (arabe : نهاركم سعيد) en plus de présenter l'actualité sur les émissions internationales par satellite de la chaîne. Elle rejoint ensuite la chaîne libanaise MTV où elle présente l'émission Min al Akhar (من الأخر). Elle a ensuite travaillé au sein du Réseau arabe de radio et de télévision (ART) où elle a présenté un certain nombre de programmes sur les différentes chaînes de la station satellite ART (al Awael, ART al Munawwaat et ART al Aalamiyyah).
Yacoubian a travaillé pour Future TV où elle a animé l'émission d'information Inter-views . Elle a interviewé le Premier ministre libanais Saad Hariri en Arabie Saoudite dans une émission en direct importante depuis Riyad après que Hariri ait présenté sa démission depuis la capitale saoudienne au milieu de rumeurs sur ses conditions réelles en Arabie Saoudite. Lors de cet entretien  Saad Hariri annonce son retour au Liban.
P. Yacoubian est également PDG et directrice générale de « Integrated Communications », une entreprise spécialisée en stratégie de communication et relations médias, ainsi qu'en formation à la prise de parole en public.

## Engagement en faveur des personnes défavorisées
Militante engagée en faveur des moins privilégiés, Paula lance la « Campagne Dafa », qui touche 14 800 familles défavorisées au Liban en novembre 2015, 43 000 familles en décembre 2016 et plus de 100 000 en 2017.
Paula propose également 15 bourses aux étudiants ayant des performances exceptionnelles et qui n'ont pas les moyens de payer leurs frais de scolarité.

## Mandats de députée
Paula Yacoubian se présente aux élections législatives libanaises de mai 2018. Le 7 mai 2018, elle est la première femme arménienne à remporter un siège au Parlement libanais. À la suite des explosions de Beyrouth en 2020, elle a démissionné avec deux membres du parti Kataeb le 8 août 2020.
Elle a de nouveau été réélue au Parlement libanais après les élections législatives de 2022 au sein d'un bloc réformiste de 13 membres le 17 octobre.

## Famille
Paula Yacoubian est la fille d'un survivant du génocide arménien.

## Distinctions
Yacoubian a reçu de nombreuses récompenses tout au long de sa carrière dont en 2017 la prestigieuse distinction d'Officier de l'Ordre de la Couronne des mains du roi Philippe de Belgique, en récompense de tout le travail qu'elle a accompli.